# Liga Premier de Egipto 2016-17
La Liga Premier de Egipto 2016-17 (también conocida como Liga Obour Land por motivos de patrocinio) fue la temporada 58 de la Premier League de Egipto, la principal liga profesional egipcia para clubes de fútbol, desde su establecimiento en 1948. La temporada comenzó el 15 de septiembre de 2016 y concluyó el 17 de julio de 2017. Los partidos de la temporada 2016-17 se anunciaron el 22 de agosto de 2016.
El 29 de mayo de 2017, Al-Ahly ganó su trigésimo noveno título y refrendó con éxito su título con cuatro juegos de antemano luego de empatar 2-2 con Misr Lel Makkasa.

## Ascensos y descensos
Al Nasr Lel Taa'den, El Sharkia y Tanta SC ingresaron como los tres equipos ascendidos de la Segunda División de Egipto 2015-16.
| Pos. | Descendidos a Segunda División de Egipto 2016-17 |
| ---- | ------------------------------------------------ |
| 16.º | Ittihad El Shorta                                |
| 17.º | Haras El-Hodood SC                               |
| 18.º | Ghazl El-Mehalla                                 |

| Pos.       | Ascendidos de Segunda División de Egipto 2015-16 |
| ---------- | ------------------------------------------------ |
| 1.º (G. A) | Al Nasr Lel Taa'den                              |
| 1.º (G. B) | El Sharkia                                       |
| 1.º (G. C) | Tanta S. C.                                      |

## Equipos participantes
| Equipo                  | Ciudad     | Estadio                           | Capacidad |
| ----------------------- | ---------- | --------------------------------- | --------- |
| Al-Ahly                 | El Cairo   | Estadio Internacional de El Cairo | 74.100    |
| Al-Ittihad Al-Iskandary | Alejandría | Estadio de Alejandría             | 13.660    |
| Al Masry                | Port Said  | Estadio de Port Said              | 17.988    |
| Al-Mokawloon Al-Arab    | El Cairo   | Estadio Osman Ahmed Osman         | 35.000    |
| Al Nasr Lel Taa'den     | Aswan      | Aswan Stadium                     | 20.000    |
| Aswan                   | Aswan      | Aswan Stadium                     | 20.000    |
| El Dakhleya             | El Cairo   | El Sekka El Hadeed                | 20.000    |
| ENPPI Club              | El Cairo   | Estadio Petro Sport               | 25.000    |
| El Entag El Harby       | Cairo      | Al Salam Stadium                  | 30.000    |
| El Sharkia SC           | Zagazing   | Zagazig University Stadium        | 30.000    |
| Ismaily                 | Ismailia   | Estadio de Ismailia               | 18.525    |
| Misr El Makasa          | Fayún      | Estadio de Fayún                  | 10.000    |
| Petrojet                | Suez       | Estadio de Suez                   | 25.000    |
| Smouha                  | Alejandría | Estadio de Alejandría             | 13.660    |
| Tala'ea El Gaish        | El Cairo   | Estadio Gehaz El Reyada           | 22.000    |
| Tanta SC                | Tanta      | Tanta Stadium                     | 20.000    |
| Wadi Degla              | El Cairo   | Academia Militar de El Cairo      | 22.000    |
| Zamalek                 | El Cairo   | Estadio Internacional de El Cairo | 74.100    |

## Tabla de posiciones
| Pos. | Equipo               | Pts. | PJ | G  | E  | P  | GF | GC | Dif. | Clasificación o descenso 2016-17 |
| ---- | -------------------- | ---- | -- | -- | -- | -- | -- | -- | ---- | -------------------------------- |
| 1    | Al-Ahly (C)          | 84   | 34 | 25 | 9  | 0  | 62 | 14 | +48  | Liga de Campeones de la CAF      |
| 2    | Misr Lel Makkasa     | 74   | 34 | 23 | 5  | 6  | 65 | 34 | +31  | Liga de Campeones de la CAF      |
| 3    | Zamalek              | 66   | 34 | 20 | 6  | 8  | 65 | 34 | +31  | Copa Confederación de la CAF     |
| 4    | Al Masry             | 62   | 34 | 19 | 5  | 10 | 51 | 36 | +15  | Copa Confederación de la CAF     |
| 5    | Smouha               | 57   | 34 | 15 | 12 | 7  | 40 | 49 | −9   |                                  |
| 6    | Ismaily              | 54   | 34 | 12 | 18 | 4  | 48 | 28 | +20  |                                  |
| 7    | Tala'ea El Gaish     | 45   | 34 | 11 | 12 | 11 | 38 | 43 | −5   |                                  |
| 8    | Al Ittihad           | 44   | 34 | 12 | 8  | 14 | 34 | 36 | −2   |                                  |
| 9    | Al-Mokawloon Al-Arab | 44   | 34 | 11 | 11 | 12 | 34 | 39 | −5   |                                  |
| 10   | Petrojet             | 43   | 34 | 10 | 13 | 11 | 24 | 26 | −2   |                                  |
| 11   | ENPPI                | 43   | 34 | 9  | 16 | 9  | 45 | 38 | +7   |                                  |
| 12   | Wadi Degla           | 38   | 34 | 9  | 11 | 14 | 35 | 38 | −3   |                                  |
| 13   | El Entag El Harby    | 33   | 34 | 7  | 12 | 15 | 32 | 40 | −8   |                                  |
| 14   | El Dakhleya          | 31   | 34 | 7  | 10 | 17 | 31 | 52 | −21  |                                  |
| 15   | Tanta SC             | 31   | 34 | 7  | 10 | 17 | 21 | 39 | −18  |                                  |
| 16   | Aswan (D)            | 29   | 34 | 6  | 11 | 17 | 28 | 49 | −21  | Segunda División                 |
| 17   | Al Nasr Taa'den (D)  | 26   | 34 | 7  | 5  | 22 | 27 | 66 | −39  | Segunda División                 |
| 18   | El Sharkia SC (D)    | 23   | 34 | 5  | 8  | 21 | 24 | 48 | −24  | Segunda División                 |

Actualizado a los partidos jugados el 17 de julio de 2017.
 Fuente: Soccerway
Criterios de clasificación: Puntos · Enfrentamientos directos · Diferencia de goles · Goles a favor · Puntos fair-play · Play-off.